# Johnny Dodds

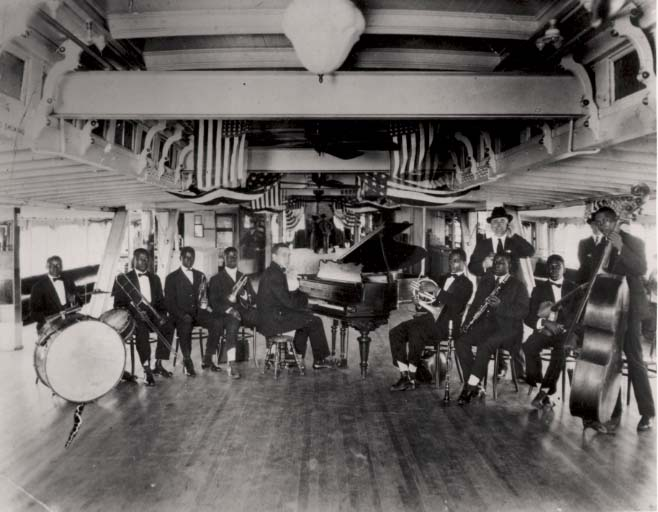
Zespół Fate'a Marable'a – Johnny Dodds trzeci od prawej, przy perkusji jego brat, „Baby” Dodds (ok. 1918)

John M. Dodds (ur. 12 kwietnia 1892 w Waveland, zm. 8 sierpnia 1940 w Chicago) – amerykański muzyk jazzowy, jeden z klarnecistów epoki jazzu tradycyjnego. Brat perkusisty „Baby” Doddsa.

## Życiorys
Wychował się w Nowym Orleanie. Od dziesiątego roku życia grał na saksofonie altowym i klarnecie, którego lekcji udzielał mu Lorenzo Tio (instrumentalista, teoretyk i nauczyciel gry na klarnecie). Pierwsze muzyczne szlify zdobywał w formacjach The Eagle Band i The Tuxedo Brass Band. W latach 1912–1919 współpracował z Kidem Orym. W 1917 grał również w zespole Fate'a Marable'a na statkach wycieczkowych pływających po Missisipi. W 1920 przeniósł się do Chicago, gdzie zaangażował się do zespołu Joe „Kinga” Olivera. Lata 20. to bardzo płodny okres w twórczości Doddsa. Dokonał wówczas nagrań z większością ówczesnych sław jazzu. Grał w wielu zespołach, m.in. orkiestrze Erskine’a Tate’a. Wraz ze swoim młodszym bratem Warrenem, zwanym „Baby”, stanowił trzon grup Hot Five i Hot Seven Louisa Armstronga. Współtworzył również King Oliver's Creole Jazz Band oraz nagrywał z zespołem Jelly'ego Roll Mortona, Red Hot Peppers. W 1930 – w rezultacie wielkiego kryzysu zapoczątkowanego przez krach na Wall Street – Dodds, podobnie jak wielu muzyków, popadł w kłopoty finansowe. Mimo to nie opuścił Chicago, które w latach 30. utraciło jazzowy prymat na rzecz Nowego Jorku. W 1938 wrócił do studia nagraniowego, wykorzystując fakt, iż styl nowoorleański ponownie stał się popularny.
W ostatnich latach życia miał poważne kłopoty ze zdrowiem. Zmarł 8 sierpnia 1940 w Chicago, wskutek rozległego zawału serca. W 1987 został uhonorowany przez słynny tygodnik jazzowy, „Down Beat”, który umieścił jego nazwisko w swoim Panteonie Sław.

## Wybrane kompozycje
- Clarinet Wobble
- Oh! Lizzie (A Lover's Lament)
- San
- The New St. Louis Blues

## Utworzone zespoły
• Johnny Dodds Trio • Beale Street Washboard Band • Johnny Dodds' Black Bottom Stompers • Johnny Dodds and His Orchestra • Johnny Dodds Washboard Band • Johnny Dodds Hot Six • Dodds and Parham • Johnny Dodds and His Chicago Boys

## Wybrana dyskografia (CD)
- 1997 Johnny Dodds 1927 (Classics)
- 1998 Blue Clarinet Stomp (Frog)
- 1998 Wild Man Blues • Johnny Dodds • His 24 Greatests 1923-1940 (ASV Living Era)
- 1999 The Myth of New Orleans (Giants of Jazz)
- 2001 New Orleans Stomp • Johnny Dodds on Brunswick & Vocalion 1926-27 (Frog)
- 2004 Johnny Dodds • Clarinet Wobble (4CD) (Membran)
- 2006 Johnny Dodds • The Discovery of Jazz (2CD) (Centurion Jazz)
- 2009 Definitive Dodds 1926-1927 (Retrieval Records)
- 2009 Johnny Dodds • King of Blues Clarinet 1923-1940 (Upbeat Jazz)
- 2010 The Very Best of Johnny Dodds • Drop That Sack (Werner Last's Favourites Jazz)